# Turul Franței 2016
Turul Franței 2016 este cea de a 103-a ediție a Turul Franței și a fost anunțat la începutul lunii decembrie 2014 de organizatorul său Amaury Sport Organisation. Turul a început pe 2 iulie 2016 la Mont Saint-Michel, Normandia și s-a încheiat la Paris pe 24 iulie.

## Traseul
În timpul prezentării etapelor la Palatul congreselor din Paris, organizatorul a anunțat că plecarea va avea loc din departamentul Manche unde turul va petrece trei zile. Această probă ciclistă a mai fost de 23 de ori până acum prin acest departament, dar niciodată pentru un start al competiției.
Prima etapă, va avea plecarea de la Mont-Saint-Michel (pe unde turul a mai fost deja în 1990 și 2013) până la plaja Utah Beach (locul debarcării aliate din 1944) și este, conform organizatorilor, favorabil sprinterilor. Cea de a doua etapă se va încheia printr-un final accidentat la Cherbourg-Octeville. 
Parcursul complet va fi anunțat de ASO pe 20 octombrie 2015.

## Echipe
Toate cele 18 echipe din UCI WorldTeams au fost invitate în mod automat și au fost obligate să participe la cursă. Patru echipe au primit wild card-uri.

### Echipe UCI World
| - Ag2r-La Mondiale - Astana - BMC Racing Team - Etixx-Quick Step - FDJ - IAM Cycling - Lampre-Merida - Lotto Soudal - Movistar | - Orica-GreenEDGE - Cannondale-Garmin - Giant-Alpecin - Team Katusha - LottoNL–Jumbo - Dimension Data - Team Sky - Tinkoff-Saxo - Trek-Segafredo |  |

### Echipe continentale profesioniste UCI
| - Bora-Argon 18 - Cofidis | - Direct Énergie - Fortuneo–Vital Concept |  |

## Etapele programate
| Etapa | Dată   | Start – Sosire                                  | type                  | Distanță (km) | Câștigător        | Liderul global    |
| ----- | ------ | ----------------------------------------------- | --------------------- | ------------- | ----------------- | ----------------- |
| 1     | 2 iul  | Mont Saint-Michel – Utah Beach                  | etapă de plat         | 188           | Mark Cavendish    | Mark Cavendish    |
| 2     | 3 iul  | Saint-Lô – Cherbourg-en-Cotentin                | etapă valonată        | 183           | Peter Sagan       | Peter Sagan       |
| 3     | 4 iul  | Granville – Angers                              | etapă de plat         | 223,5         | Mark Cavendish    | Peter Sagan       |
| 4     | 5 iul  | Saumur – Limoges                                | etapă de plat         | 237,5         | Marcel Kittel     | Peter Sagan       |
| 5     | 6 iul  | Limoges – Le Lioran                             | etapă intermediară    | 216           | Greg Van Avermaet | Greg Van Avermaet |
| 6     | 7 iul  | Arpajon-sur-Cère – Montauban                    | etapă de plat         | 190,5         | Mark Cavendish    | Greg Van Avermaet |
| 7     | 8 iul  | L'Isle-Jourdain – Lac de Payolle                | etapă de munte        | 162,5         | Steve Cummings    | Greg Van Avermaet |
| 8     | 9 iul  | Pau – Bagnères-de-Luchon                        | etapă de munte        | 184           | Chris Froome      | Chris Froome      |
| 9     | 10 iul | Vielha e Mijaran – Ordino-Arcalís               | etapă de munte        | 184,5         | Tom Dumoulin      | Chris Froome      |
| 10    | 12 iul | Escaldes-Engordany – Revel                      | etapă intermediară    | 197           | Michael Matthews  | Chris Froome      |
| 11    | 13 iul | Carcassonne – Montpellier                       | etapă de plat         | 162,5         | Peter Sagan       | Chris Froome      |
| 12    | 14 iul | Montpellier – Chalet Reynard                    | etapă de munte        | 178           | Thomas De Gendt   | Chris Froome      |
| 13    | 15 iul | Bourg-Saint-Andéol – Grotte Chauvet 2 - Ardèche | contratimp individual | 37,5          | Tom Dumoulin      | Chris Froome      |
| 14    | 16 iul | Montélimar – Villars-les-Dombes                 | etapă de plat         | 208,5         | Mark Cavendish    | Chris Froome      |
| 15    | 17 iul | Bourg-en-Bresse – Culoz                         | etapă de munte        | 160           | Jarlinson Pantano | Chris Froome      |
| 16    | 18 iul | Moirans-en-Montagne – Berna                     | etapă valonată        | 209           | Peter Sagan       | Chris Froome      |
| 17    | 20 iul | Berna – Finhaut                                 | etapă de munte        | 184,5         | Ilnur Zakarin     | Chris Froome      |
| 18    | 21 iul | Sallanches – Megève                             | contratimp individual | 17            | Chris Froome      | Chris Froome      |
| 19    | 22 iul | Albertville – Saint-Gervais-les-Bains           | etapă de munte        | 146           | Romain Bardet     | Chris Froome      |
| 20    | 23 iul | Megève – Morzine                                | etapă de munte        | 146,5         | Jon Izagirre      | Chris Froome      |
| 21    | 24 iul | Chantilly – Paris                               | etapă de plat         | 113           | André Greipel     | Chris Froome      |

## Etape

### Etapa 1
2 iulie - Mont Saint-Michel -  Utah Beach, Sainte-Marie-du-Mont - 188 km
| Loc | Concurent          | Echipă                 | Timp     |
| --- | ------------------ | ---------------------- | -------- |
| 1   | Mark Cavendish     | Dimension Data         | 4h14'05" |
| 2   | Marcel Kittel      | Etixx-Quick Step       | a.t.     |
| 3   | Peter Sagan        | Orica-GreenEDGE        | a.t.     |
| 4   | André Greipel      | Lotto Soudal           | a.t.     |
| 5   | Edward Theuns      | Trek-Segafredo         | a.t.     |
| 6   | Christophe Laporte | Cofidis                | a.t.     |
| 7   | Bryan Coquard      | Direct Énergie         | a.t.     |
| 8   | Alexander Kristoff | Team Katusha           | a.t.     |
| 9   | Daniel McLay       | Fortuneo–Vital Concept | a.t.     |
| 10  | Greg Henderson     | Lotto Soudal           | a.t.     |

| Loc | Concurent          | Echipă                 | Timp     |
| --- | ------------------ | ---------------------- | -------- |
| 1   | Mark Cavendish     | Dimension Data         | 4h14'05" |
| 2   | Marcel Kittel      | Etixx-Quick Step       | +4"      |
| 3   | Peter Sagan        | Orica-GreenEDGE        | +6"      |
| 4   | André Greipel      | Lotto Soudal           | +10"     |
| 5   | Edward Theuns      | Trek-Segafredo         | +10"     |
| 6   | Christophe Laporte | Cofidis                | +10"     |
| 7   | Bryan Coquard      | Direct Énergie         | +10"     |
| 8   | Alexander Kristoff | Team Katusha           | +10"     |
| 9   | Daniel McLay       | Fortuneo–Vital Concept | +10"     |
| 10  | Greg Henderson     | Lotto Soudal           | +10"     |

### Etapa a 2-a
3 iulie - Saint-Lô -  Cherbourg-en-Cotentin - 183 km
| Loc | Concurent          | Echipă           | Timp     |
| --- | ------------------ | ---------------- | -------- |
| 1   | Peter Sagan        | Tinkoff-Saxo     | 4h20'51" |
| 2   | Julian Alaphilippe | Etixx-Quick Step | a.t.     |
| 3   | Alejandro Valverde | Movistar Team    | a.t.     |
| 4   | Daniel Martin      | Etixx-Quick Step | a.t.     |
| 5   | Michael Matthews   | Orica-GreenEDGE  | a.t.     |
| 6   | Wilco Kelderman    | LottoNL–Jumbo    | a.t.     |
| 7   | Tony Gallopin      | Lotto Soudal     | a.t.     |
| 8   | Greg van Avermaet  | BMC Racing Team  | a.t.     |
| 9   | Bauke Mollema      | Trek-Segafredo   | a.t.     |
| 10  | Chris Froome       | Team Sky         | a.t.     |

| Loc | Concurent          | Echipă           | Timp     |
| --- | ------------------ | ---------------- | -------- |
| 1   | Peter Sagan        | Tinkoff-Saxo     | 8h34'42" |
| 2   | Julian Alaphilippe | Etixx-Quick Step | +8"      |
| 3   | Alejandro Valverde | Movistar Team    | +10"     |
| 4   | Warren Barguil     | Giant-Alpecin    | +14"     |
| 5   | Chris Froome       | Team Sky         | +14"     |
| 6   | Greg van Avermaet  | BMC Racing Team  | +14"     |
| 7   | Nairo Quintana     | Movistar Team    | +14"     |
| 8   | Roman Kreuziger    | Tinkoff-Saxo     | +14"     |
| 9   | Simon Gerrans      | Orica-GreenEDGE  | +14"     |
| 10  | Daniel Martin      | Etixx-Quick Step | +14"     |

### Etapa a 3-a
4 iulie - Granville -  Angers - 223,5 km
| Loc | Concurent          | Echipă                 | Timp     |
| --- | ------------------ | ---------------------- | -------- |
| 1   | Mark Cavendish     | Dimension Data         | 5h59'54" |
| 2   | André Greipel      | Lotto Soudal           | a.t.     |
| 3   | Bryan Coquard      | Direct Énergie         | a.t.     |
| 4   | Peter Sagan        | Tinkoff-Saxo           | a.t.     |
| 5   | Edward Theuns      | Trek-Segafredo         | a.t.     |
| 6   | Sondre Holst Enger | IAM Cycling            | a.t.     |
| 7   | Marcel Kittel      | Etixx-Quick Step       | a.t.     |
| 8   | Christophe Laporte | Cofidis                | a.t.     |
| 9   | Daniel McLay       | Fortuneo–Vital Concept | a.t.     |
| 10  | Dylan Groenewegen  | LottoNL–Jumbo          | a.t.     |

| Loc | Concurent          | Echipă           | Timp      |
| --- | ------------------ | ---------------- | --------- |
| 1   | Peter Sagan        | Tinkoff-Saxo     | 14h34'36" |
| 2   | Julian Alaphilippe | Etixx-Quick Step | +8"       |
| 3   | Alejandro Valverde | Movistar Team    | +10"      |
| 4   | Chris Froome       | Team Sky         | +14"      |
| 5   | Warren Barguil     | Giant-Alpecin    | +14"      |
| 6   | Nairo Quintana     | Movistar Team    | +14"      |
| 7   | Roman Kreuziger    | Tinkoff-Saxo     | +14"      |
| 8   | Tony Gallopin      | Lotto Soudal     | +14"      |
| 9   | Fabio Aru          | Astana           | +14"      |
| 10  | Daniel Martin      | Etixx-Quick Step | +14"      |

### Etapa a 4-a
5 iulie - Saumur -  Limoges - 237,5 km
| Loc | Concurent          | Echipă                 | Timp     |
| --- | ------------------ | ---------------------- | -------- |
| 1   | Marcel Kittel      | Etixx-Quick Step       | 5h28'30" |
| 2   | Bryan Coquard      | Direct Énergie         | a.t.     |
| 3   | Peter Sagan        | Tinkoff-Saxo           | a.t.     |
| 4   | Dylan Groenewegen  | LottoNL–Jumbo          | a.t.     |
| 5   | Alexander Kristoff | Team Katusha           | a.t.     |
| 6   | Sondre Holst Enger | IAM Cycling            | a.t.     |
| 7   | Daniel McLay       | Fortuneo–Vital Concept | a.t.     |
| 8   | Mark Cavendish     | Dimension Data         | a.t.     |
| 9   | Samuel Dumoulin    | Ag2r-La Mondiale       | a.t.     |
| 10  | Simon Gerrans      | Orica-GreenEDGE        | a.t.     |

| Loc | Concurent          | Echipă            | Timp      |
| --- | ------------------ | ----------------- | --------- |
| 1   | Peter Sagan        | Tinkoff-Saxo      | 20h03'20" |
| 2   | Julian Alaphilippe | Etixx-Quick Step  | +12"      |
| 3   | Alejandro Valverde | Movistar Team     | +14"      |
| 4   | Warren Barguil     | Giant-Alpecin     | +18"      |
| 5   | Chris Froome       | Team Sky          | +18"      |
| 6   | Roman Kreuziger    | Tinkoff-Saxo      | +18"      |
| 7   | Nairo Quintana     | Movistar Team     | +18"      |
| 8   | Fabio Aru          | Astana            | +18"      |
| 9   | Michael Matthews   | Orica-GreenEDGE   | +18"      |
| 10  | Pierre Rolland     | Cannondale-Garmin | +18"      |

### Etapa a 5-a
6 iulie - Limoges -  Le Lioran - 216 km
| Loc | Concurent          | Echipă           | Timp     |
| --- | ------------------ | ---------------- | -------- |
| 1   | Greg van Avermaet  | BMC Racing Team  | 5h31'36" |
| 2   | Thomas de Gendt    | Lotto Soudal     | +2'34"   |
| 3   | Rafal Majka        | Tinkoff-Saxo     | +5'04"   |
| 4   | Joaquim Rodriguez  | Team Katusha     | +5'04"   |
| 5   | Daniel Martin      | Etixx-Quick Step | +5'07"   |
| 6   | Bartosz Huzarski   | Bora-Argon 18    | +5'07"   |
| 7   | Julian Alaphilippe | Etixx-Quick Step | +5'07"   |
| 8   | Adam Yates         | Orica-GreenEDGE  | +5'07"   |
| 9   | Chris Froome       | Team Sky         | +5'07"   |
| 10  | Tejay van Garderen | BMC Racing Team  | +5'07"   |

| Loc | Concurent          | Echipă            | Timp      |
| --- | ------------------ | ----------------- | --------- |
| 1   | Greg van Avermaet  | BMC Racing Team   | 25h35'04" |
| 2   | Julian Alaphilippe | Etixx-Quick Step  | +5'11"    |
| 3   | Alejandro Valverde | Movistar Team     | +5'13"    |
| 4   | Joaquim Rodriguez  | Team Katusha      | +5'14"    |
| 5   | Chris Froome       | Team Sky          | +5'17"    |
| 6   | Warren Barguil     | Giant-Alpecin     | +5'17"    |
| 7   | Nairo Quintana     | Movistar Team     | +5'17"    |
| 8   | Fabio Aru          | Astana            | +5'17"    |
| 9   | Pierre Rolland     | Cannondale-Garmin | +5'17"    |
| 10  | Daniel Martin      | Etixx-Quick Step  | +5'17"    |

### Etapa a 6-a
7 iulie - Arpajon-sur-Cère -  Montauban - 190,5 km
| Loc | Concurent          | Echipă                 | Timp     |
| --- | ------------------ | ---------------------- | -------- |
| 1   | Mark Cavendish     | Dimension Data         | 4h43'48" |
| 2   | Marcel Kittel      | Etixx-Quick Step       | a.t.     |
| 3   | Daniel McLay       | Fortuneo–Vital Concept | a.t.     |
| 4   | Alexander Kristoff | Team Katusha           | a.t.     |
| 5   | Christophe Laporte | Cofidis                | a.t.     |
| 6   | Peter Sagan        | Tinkoff-Saxo           | a.t.     |
| 7   | Dylan Groenewegen  | LottoNL–Jumbo          | a.t.     |
| 8   | Edward Theuns      | Trek-Segafredo         | a.t.     |
| 9   | Bryan Coquard      | Direct Énergie         | a.t.     |
| 10  | Shane Archbold     | Bora-Argon 18          | a.t.     |

| Loc | Concurent          | Echipă            | Timp      |
| --- | ------------------ | ----------------- | --------- |
| 1   | Greg van Avermaet  | BMC Racing Team   | 30h18'38" |
| 2   | Julian Alaphilippe | Etixx-Quick Step  | +5'11"    |
| 3   | Alejandro Valverde | Movistar Team     | +5'13"    |
| 4   | Joaquim Rodriguez  | Team Katusha      | +5'15"    |
| 5   | Chris Froome       | Team Sky          | +5'17"    |
| 6   | Warren Barguil     | Giant-Alpecin     | +5'17"    |
| 7   | Nairo Quintana     | Movistar Team     | +5'17"    |
| 8   | Pierre Rolland     | Cannondale-Garmin | +5'17"    |
| 9   | Fabio Aru          | Astana            | +5'17"    |
| 10  | Daniel Martin      | Etixx-Quick Step  | +5'17"    |

### Etapa a 7-a
8 iulie - L'Isle-Jourdain -  Lac de Payolle - 162,5 km
| Loc | Concurent          | Echipă          | Timp     |
| --- | ------------------ | --------------- | -------- |
| 1   | Steve Cummings     | Dimension Data  | 3h48'09" |
| 2   | Daryl Impey        | Orica-GreenEDGE | +1'04"   |
| 3   | Daniel Navarro     | Cofidis         | +1'04"   |
| 4   | Vincenzo Nibali    | Astana          | +1'58"   |
| 5   | Greg van Avermaet  | BMC Racing Team | +2'57"   |
| 6   | Luis Ángel Maté    | Cofidis         | +3'37"   |
| 7   | Geraint Thomas     | Team Sky        | +3'37"   |
| 8   | Wout Poels         | Team Sky        | +3'37"   |
| 9   | Gorka Izagirre     | Movistar Team   | +3'37"   |
| 10  | Alejandro Valverde | Movistar Team   | +3'37"   |

| Loc | Concurent          | Echipă            | Timp      |
| --- | ------------------ | ----------------- | --------- |
| 1   | Greg van Avermaet  | BMC Racing Team   | 34h09'44" |
| 2   | Adam Yates         | Orica-GreenEDGE   | +5'50"    |
| 3   | Julian Alaphilippe | Etixx-Quick Step  | +5'51"    |
| 4   | Alejandro Valverde | Movistar Team     | +5'53"    |
| 5   | Joaquim Rodriguez  | Team Katusha      | +5'54"    |
| 6   | Chris Froome       | Team Sky          | +5'57"    |
| 7   | Nairo Quintana     | Movistar Team     | +5'57"    |
| 8   | Warren Barguil     | Giant-Alpecin     | +5'57"    |
| 9   | Pierre Rolland     | Cannondale-Garmin | +5'57"    |
| 10  | Daniel Martin      | Etixx-Quick Step  | +5'57"    |

### Etapa a 8-a
9 iulie - Pau -  Bagnères-de-Luchon - 14 km
| Loc | Concurent          | Echipă           | Timp     |
| --- | ------------------ | ---------------- | -------- |
| 1   | Chris Froome       | Team Sky         | 4h57'33" |
| 2   | Daniel Martin      | Etixx-Quick Step | +13"     |
| 3   | Joaquim Rodriguez  | Team Katusha     | +13"     |
| 4   | Romain Bardet      | Ag2r-La Mondiale | +13"     |
| 5   | Roman Kreuziger    | Tinkoff-Saxo     | +13"     |
| 6   | Fabio Aru          | Astana           | +13"     |
| 7   | Adam Yates         | Orica-GreenEDGE  | +13"     |
| 8   | Alejandro Valverde | Movistar Team    | +13"     |
| 9   | Bauke Mollema      | Trek-Segafredo   | +3'37"   |
| 10  | Richie Porte       | BMC Racing Team  | +13"     |

| Loc | Concurent          | Echipă           | Timp      |
| --- | ------------------ | ---------------- | --------- |
| 1   | Chris Froome       | Team Sky         | 39h13'04" |
| 2   | Adam Yates         | Orica-GreenEDGE  | +16"      |
| 3   | Joaquim Rodriguez  | Team Katusha     | +16"      |
| 4   | Daniel Martin      | Etixx-Quick Step | +17"      |
| 5   | Alejandro Valverde | Movistar Team    | +19"      |
| 6   | Nairo Quintana     | Movistar Team    | +23"      |
| 7   | Fabio Aru          | Astana           | +23"      |
| 8   | Tejay van Garderen | BMC Racing Team  | +23"      |
| 9   | Romain Bardet      | Ag2r-La Mondiale | +23"      |
| 10  | Bauke Mollema      | Trek-Segafredo   | +23"      |

### Etapa a 9-a
10 iulie - Vielha Val d'Aran -  Andorre Arcalis - 184,5 km
| Loc | Concurent      | Echipă          | Timp     |
| --- | -------------- | --------------- | -------- |
| 1   | Tom Dumoulin   | Giant-Alpecin   | 5h16'24" |
| 2   | Rui Costa      | Lampre-Merida   | +38"     |
| 3   | Rafal Majka    | Tinkoff-Saxo    | +38"     |
| 4   | Daniel Navarro | Cofidis         | +1'39"   |
| 5   | Winner Anacona | Movistar Team   | +1'57"   |
| 6   | Thibaut Pinot  | FDJ             | +2'30"   |
| 7   | George Bennett | LottoNL–Jumbo   | +2'48"   |
| 8   | Diego Rosa     | Astana          | +2'52"   |
| 9   | Mathias Frank  | IAM Cycling     | +3'44"   |
| 10  | Adam Yates     | Orica-GreenEDGE | +6'35"   |

| Loc | Concurent          | Echipă           | Timp      |
| --- | ------------------ | ---------------- | --------- |
| 1   | Chris Froome       | Team Sky         | 44h36'03" |
| 2   | Adam Yates         | Orica-GreenEDGE  | +16"      |
| 3   | Daniel Martin      | Etixx-Quick Step | +19"      |
| 4   | Nairo Quintana     | Movistar Team    | +23"      |
| 5   | Joaquim Rodriguez  | Team Katusha     | +37"      |
| 6   | Romain Bardet      | Ag2r-La Mondiale | +44"      |
| 7   | Bauke Mollema      | Trek-Segafredo   | +44"      |
| 8   | Sergio Henao       | Team Sky         | +44"      |
| 9   | Louis Meintjes     | Lampre-Merida    | +55"      |
| 10  | Alejandro Valverde | Movistar Team    | +1'01"    |

### Etapa a 10-a
12 iulie - Escaldes-Engordany -  Revel - 197 km
| Loc | Concurent            | Echipă           | Timp     |
| --- | -------------------- | ---------------- | -------- |
| 1   | Michael Matthews     | Orica-GreenEDGE  | 4h22'38" |
| 2   | Peter Sagan          | Tinkoff-Saxo     | a.t.     |
| 3   | Edvald Boasson Hagen | Dimension Data   | a.t.     |
| 4   | Greg Van Avermaet    | BMC Racing Team  | a.t.     |
| 5   | Samuel Dumoulin      | Ag2r-La Mondiale | a.t.     |
| 6   | Daryl Impey          | Orica-GreenEDGE  | +2"      |
| 7   | Luke Durbridge       | Orica-GreenEDGE  | +1'10"   |
| 8   | Damiano Caruso       | BMC Racing Team  | +3'01"   |
| 9   | Gorka Izagirre       | Movistar Team    | +3'10"   |
| 10  | Tony Gallopin        | Lotto Soudal     | +3'10"   |

| Loc | Concurent          | Echipă           | Timp      |
| --- | ------------------ | ---------------- | --------- |
| 1   | Chris Froome       | Team Sky         | 49h08'20" |
| 2   | Adam Yates         | Orica-GreenEDGE  | +16"      |
| 3   | Daniel Martin      | Etixx-Quick Step | +19"      |
| 4   | Nairo Quintana     | Movistar Team    | +23"      |
| 5   | Joaquim Rodriguez  | Team Katusha     | +37"      |
| 6   | Bauke Mollema      | Trek-Segafredo   | +44"      |
| 7   | Romain Bardet      | Ag2r-La Mondiale | +44"      |
| 8   | Sergio Henao       | Team Sky         | +44"      |
| 9   | Louis Meintjes     | Lampre-Merida    | +55"      |
| 10  | Alejandro Valverde | Movistar Team    | +1'01"    |

### Etapa a 11-a
13 iulie - Carcassonne -  Montpellier - 162,5 km
| Loc | Concurent            | Echipă         | Timp     |
| --- | -------------------- | -------------- | -------- |
| 1   | Peter Sagan          | Tinkoff-Saxo   | 3h26'23" |
| 2   | Chris Froome         | Team Sky       | a.t.     |
| 3   | Maciej Bodnar        | Tinkoff-Saxo   | a.t.     |
| 4   | Alexander Kristoff   | Team Katusha   | +6"      |
| 5   | Christophe Laporte   | Cofidis        | +6"      |
| 6   | Jasper Stuyven       | Trek-Segafredo | +6"      |
| 7   | Edvald Boasson Hagen | Dimension Data | +6"      |
| 8   | André Greipel        | Lotto Soudal   | +6"      |
| 9   | Sondre Holst Enger   | IAM Cycling    | +6"      |
| 10  | Oliver Naesen        | IAM Cycling    | +6"      |

| Loc | Concurent          | Echipă           | Timp      |
| --- | ------------------ | ---------------- | --------- |
| 1   | Chris Froome       | Team Sky         | 52h34'37" |
| 2   | Adam Yates         | Orica-GreenEDGE  | +28"      |
| 3   | Daniel Martin      | Etixx-Quick Step | +31"      |
| 4   | Nairo Quintana     | Movistar Team    | +35"      |
| 5   | Bauke Mollema      | Trek-Segafredo   | +56"      |
| 6   | Romain Bardet      | Ag2r-La Mondiale | +56"      |
| 7   | Sergio Henao       | Team Sky         | +56"      |
| 8   | Alejandro Valverde | Movistar Team    | +1'13"    |
| 9   | Tejay van Garderen | BMC Racing Team  | +1'13"    |
| 10  | Roman Kreuziger    | Tinkoff-Saxo     | +1'28"    |

### Etapa a 12-a
14 iulie - Montpellier -  Chalet-Reynard (Mont Ventoux) - 178 km
| Loc | Concurent            | Echipă                 | Timp     |
| --- | -------------------- | ---------------------- | -------- |
| 1   | Thomas De Gendt      | Lotto Soudal           | 4h31'51" |
| 2   | Serge Pauwels        | Dimension Data         | +2"      |
| 3   | Daniel Navarro       | Cofidis                | +14"     |
| 4   | Stef Clement         | IAM Cycling            | +40"     |
| 5   | Sylvain Chavanel     | Direct Énergie         | +40"     |
| 6   | Bert-Jan Lindeman    | LottoNL–Jumbo          | +2'52"   |
| 7   | Daniel Teklehaimanot | Dimension Data         | +3'13"   |
| 8   | Sep Vanmarcke        | LottoNL–Jumbo          | +3'26"   |
| 9   | Chris Anker Sørensen | Fortuneo–Vital Concept | +4'23"   |
| 10  | Bauke Mollema        | Trek-Segafredo         | +5'05"   |

| Loc | Concurent          | Echipă           | Timp      |
| --- | ------------------ | ---------------- | --------- |
| 1   | Chris Froome       | Team Sky         | 57h11'33" |
| 2   | Adam Yates         | Orica-GreenEDGE  | +47"      |
| 3   | Bauke Mollema      | Trek-Segafredo   | +56"      |
| 4   | Nairo Quintana     | Movistar Team    | +1'01"    |
| 5   | Romain Bardet      | Ag2r-La Mondiale | +1'15"    |
| 6   | Alejandro Valverde | Movistar Team    | +1'39"    |
| 7   | Tejay van Garderen | BMC Racing Team  | +1'44"    |
| 8   | Fabio Aru          | Astana           | +1'54"    |
| 9   | Daniel Martin      | Etixx-Quick Step | +1'56"    |
| 10  | Joaquim Rodríguez  | Team Katusha     | +2'11"    |

### Etapa a 13-a
15 iulie - Bourg-Saint-Andéol -  Caverne du Pont-d'Arc  - 37,5 km (contratimp individual)
| Loc | Concurent       | Echipă           | Timp   |
| --- | --------------- | ---------------- | ------ |
| 1   | Tom Dumoulin    | Giant-Alpecin    | 50'15" |
| 2   | Chris Froome    | Team Sky         | +1'03" |
| 3   | Nelson Oliveira | Movistar Team    | +1'31" |
| 4   | Jérôme Coppel   | IAM Cycling      | +1'35" |
| 5   | Rohan Dennis    | BMC Racing Team  | +1'41" |
| 6   | Bauke Mollema   | Trek-Segafredo   | +1'54" |
| 7   | Geraint Thomas  | Team Sky         | +2'00" |
| 8   | Jon Izagirre    | Movistar Team    | +2'02" |
| 9   | Tony Martin     | Etixx-Quick Step | +2'05" |
| 10  | Steve Cummings  | Dimension Data   | +2'24" |

| Loc | Concurent          | Echipă           | Timp      |
| --- | ------------------ | ---------------- | --------- |
| 1   | Chris Froome       | Team Sky         | 58h02'51" |
| 2   | Bauke Mollema      | Trek-Segafredo   | +1'47"    |
| 3   | Adam Yates         | Orica-GreenEDGE  | +2'45"    |
| 4   | Nairo Quintana     | Movistar Team    | +2'59"    |
| 5   | Alejandro Valverde | Movistar Team    | +3'17"    |
| 6   | Tejay van Garderen | BMC Racing Team  | +3'19"    |
| 7   | Romain Bardet      | Ag2r-La Mondiale | +4'04"    |
| 8   | Richie Porte       | BMC Racing Team  | +4'27"    |
| 9   | Daniel Martin      | Etixx-Quick Step | +5'03"    |
| 10  | Fabio Aru          | Astana           | +5'16"    |

### Etapa a 14-a
16 iulie - Montélimar -  Villars-les-Dombes  - 208,5 km 
| Loc | Concurent          | Echipă           | Timp     |
| --- | ------------------ | ---------------- | -------- |
| 1   | Mark Cavendish     | Dimension Data   | 5h43'49" |
| 2   | Alexander Kristoff | Team Katusha     | a.t.     |
| 3   | Peter Sagan        | Tinkoff-Saxo     | a.t.     |
| 4   | John Degenkolb     | Giant-Alpecin    | a.t.     |
| 5   | Marcel Kittel      | Etixx-Quick Step | a.t.     |
| 6   | André Greipel      | Lotto Soudal     | a.t.     |
| 7   | Bryan Coquard      | Direct Énergie   | a.t.     |
| 8   | Davide Cimolai     | Lampre-Merida    | a.t.     |
| 9   | Christophe Laporte | Cofidis          | a.t.     |
| 10  | Samuel Dumoulin    | Ag2r-La Mondiale | a.t.     |

| Loc | Concurent          | Echipă           | Timp      |
| --- | ------------------ | ---------------- | --------- |
| 1   | Chris Froome       | Team Sky         | 63h46'40" |
| 2   | Bauke Mollema      | Trek-Segafredo   | +1'47"    |
| 3   | Adam Yates         | Orica-GreenEDGE  | +2'45"    |
| 4   | Nairo Quintana     | Movistar Team    | +2'59"    |
| 5   | Alejandro Valverde | Movistar Team    | +3'17"    |
| 6   | Tejay van Garderen | BMC Racing Team  | +3'19"    |
| 7   | Romain Bardet      | Ag2r-La Mondiale | +4'04"    |
| 8   | Richie Porte       | BMC Racing Team  | +4'27"    |
| 9   | Daniel Martin      | Etixx-Quick Step | +5'03"    |
| 10  | Fabio Aru          | Astana           | +5'16"    |

### Etapa a 15-a
17 iulie - Bourg-en-Bresse -  Culoz  - 208,5 km
| Loc | Concurent             | Echipă            | Timp     |
| --- | --------------------- | ----------------- | -------- |
| 1   | Jarlinson Pantano     | IAM Cycling       | 4h24'49" |
| 2   | Rafał Majka           | Tinkoff           | a.t.     |
| 3   | Alexis Vuillermoz     | Ag2r-La Mondiale  | +6"      |
| 4   | Sébastien Reichenbach | FDJ               | +6"      |
| 5   | Julian Alaphilippe    | Etixx-Quick Step  | +25"     |
| 6   | Serge Pauwels         | Dimension Data    | +25"     |
| 7   | Pierre Rolland        | Cannondale-Drapac | +25"     |
| 8   | Ilnur Zakarin         | Team Katusha      | +1'30"   |
| 9   | Daniel Navarro        | Cofidis           | +1'30"   |
| 10  | Tom-Jelte Slagter     | Cannondale-Drapac | +2'08"   |

| Loc | Concurent          | Echipă           | Timp      |
| --- | ------------------ | ---------------- | --------- |
| 1   | Chris Froome       | Team Sky         | 68h14'36" |
| 2   | Bauke Mollema      | Trek-Segafredo   | +1'47"    |
| 3   | Adam Yates         | Orica-GreenEDGE  | +2'45"    |
| 4   | Nairo Quintana     | Movistar Team    | +2'59"    |
| 5   | Alejandro Valverde | Movistar Team    | +3'17"    |
| 6   | Romain Bardet      | Ag2r-La Mondiale | +4'04"    |
| 7   | Richie Porte       | BMC Racing Team  | +4'27"    |
| 8   | Tejay van Garderen | BMC Racing Team  | +4'47"    |
| 9   | Daniel Martin      | Etixx-Quick Step | +5'03"    |
| 10  | Fabio Aru          | Astana           | +5'16"    |

### Etapa a 16-a
18 iulie - Moirans-en-Montagne -  Berna  - 209 km 
| Loc | Concurent            | Echipă           | Timp     |
| --- | -------------------- | ---------------- | -------- |
| 1   | Peter Sagan          | Tinkoff-Saxo     | 4h26'02" |
| 2   | Alexander Kristoff   | Team Katusha     | a.t.     |
| 3   | Sondre Holst Enger   | IAM Cycling      | a.t.     |
| 4   | John Degenkolb       | Giant-Alpecin    | a.t.     |
| 5   | Michael Matthews     | Orica-GreenEDGE  | a.t.     |
| 6   | Fabian Cancellara    | Trek-Segafredo   | a.t.     |
| 7   | Sep Vanmarcke        | LottoNL–Jumbo    | a.t.     |
| 8   | Maximiliano Richeze  | Etixx-Quick Step | a.t.     |
| 9   | Edvald Boasson Hagen | Dimension Data   | a.t.     |
| 10  | Greg Van Avermaet    | BMC Racing Team  | a.t.     |

| Loc | Concurent          | Echipă           | Timp      |
| --- | ------------------ | ---------------- | --------- |
| 1   | Chris Froome       | Team Sky         | 72h40'38" |
| 2   | Bauke Mollema      | Trek-Segafredo   | +1'47"    |
| 3   | Adam Yates         | Orica-GreenEDGE  | +2'45"    |
| 4   | Nairo Quintana     | Movistar Team    | +2'59"    |
| 5   | Alejandro Valverde | Movistar Team    | +3'17"    |
| 6   | Romain Bardet      | Ag2r-La Mondiale | +4'04"    |
| 7   | Richie Porte       | BMC Racing Team  | +4'27"    |
| 8   | Tejay van Garderen | BMC Racing Team  | +4'47"    |
| 9   | Daniel Martin      | Etixx-Quick Step | +5'03"    |
| 10  | Fabio Aru          | Astana           | +5'16"    |

### Etapa a 17-a
20 iulie - Berna -  Finhaut-Émosson  - 184,5 km 
| Loc | Concurent          | Echipă                 | Timp     |
| --- | ------------------ | ---------------------- | -------- |
| 1   | Ilnur Zakarin      | Tinkoff-Saxo           | 4h36'33" |
| 2   | Jarlinson Pantano  | IAM Cycling            | +55"     |
| 3   | Rafał Majka        | Tinkoff-Saxo           | +1'26"   |
| 4   | Kristijan Đurasek  | Lampre-Merida          | +1'32"   |
| 5   | Brice Feillu       | Fortuneo–Vital Concept | +2'33"   |
| 6   | Thomas Voeckler    | Direct Énergie         | +2'46"   |
| 7   | Domenico Pozzovivo | Ag2r-La Mondiale       | +2'50"   |
| 8   | Stef Clement       | IAM Cycling            | +2'57"   |
| 9   | Steve Morabito     | FDJ                    | +4'38"   |
| 10  | Richie Porte       | BMC Racing Team        | +7'59"   |

| Loc | Concurent          | Echipă           | Timp      |
| --- | ------------------ | ---------------- | --------- |
| 1   | Chris Froome       | Team Sky         | 77h25'10" |
| 2   | Bauke Mollema      | Trek-Segafredo   | +2'27"    |
| 3   | Adam Yates         | Orica-GreenEDGE  | +2'53"    |
| 4   | Nairo Quintana     | Movistar Team    | +3'27"    |
| 5   | Romain Bardet      | Ag2r-La Mondiale | +4'15"    |
| 6   | Richie Porte       | BMC Racing Team  | +4'27"    |
| 7   | Alejandro Valverde | Movistar Team    | +5'19"    |
| 8   | Fabio Aru          | Astana           | +5'35"    |
| 9   | Daniel Martin      | Etixx-Quick Step | +5'50"    |
| 10  | Louis Meintjes     | Lampre-Merida    | +6'07"    |

### Etapa a 18-a
21 iulie - Sallanches -  Megève  - 17 km (contratimp individual)
| Loc | Concurent         | Echipă           | Timp   |
| --- | ----------------- | ---------------- | ------ |
| 1   | Chris Froome      | Team Sky         | 30'43" |
| 2   | Tom Dumoulin      | Giant-Alpecin    | +21"   |
| 3   | Fabio Aru         | Astana           | +33"   |
| 4   | Richie Porte      | BMC Racing Team  | +33"   |
| 5   | Romain Bardet     | Ag2r-La Mondiale | +42"   |
| 6   | Thomas De Gendt   | Lotto Soudal     | +1'02" |
| 7   | Jon Izagirre      | Movistar Team    | +1'03" |
| 8   | Joaquim Rodríguez | Team Katusha     | +1'05" |
| 9   | Louis Meintjes    | Lampre-Merida    | +1'08" |
| 10  | Nairo Quintana    | Movistar Team    | +1'10" |

| Loc | Concurent          | Echipă           | Timp      |
| --- | ------------------ | ---------------- | --------- |
| 1   | Chris Froome       | Team Sky         | 77h55'53" |
| 2   | Bauke Mollema      | Trek-Segafredo   | +3'52"    |
| 3   | Adam Yates         | Orica-GreenEDGE  | +4'16"    |
| 4   | Nairo Quintana     | Movistar Team    | +4'37"    |
| 5   | Romain Bardet      | Ag2r-La Mondiale | +4'57"    |
| 6   | Richie Porte       | BMC Racing Team  | +5'00"    |
| 7   | Fabio Aru          | Astana           | +6'08"    |
| 8   | Alejandro Valverde | Movistar Team    | +6'37"    |
| 9   | Louis Meintjes     | Lampre-Merida    | +7'15"    |
| 10  | Daniel Martin      | Etixx-Quick Step | +7'18"    |

### Etapa a 19-a
22 iulie - Albertville -  Saint-Gervais Mont Blanc  - 146 km 
| Loc | Concurent          | Echipă           | Timp     |
| --- | ------------------ | ---------------- | -------- |
| 1   | Romain Bardet      | Ag2r-La Mondiale | 4h14'08" |
| 2   | Joaquim Rodríguez  | Team Katusha     | +23"     |
| 3   | Alejandro Valverde | Movistar Team    | +23"     |
| 4   | Louis Meintjes     | Lampre-Merida    | +23"     |
| 5   | Nairo Quintana     | Movistar Team    | +26"     |
| 6   | Fabio Aru          | Astana           | +28"     |
| 7   | Daniel Martin      | Etixx-Quick Step | +28"     |
| 8   | Wout Poels         | Team Sky         | +36"     |
| 9   | Chris Froome       | Team Sky         | +36"     |
| 10  | Richie Porte       | BMC Racing Team  | +53"     |

| Loc | Concurent          | Echipă           | Timp      |
| --- | ------------------ | ---------------- | --------- |
| 1   | Chris Froome       | Team Sky         | 82h10'37" |
| 2   | Romain Bardet      | Ag2r-La Mondiale | +4'11"    |
| 3   | Nairo Quintana     | Movistar Team    | +4'27"    |
| 4   | Adam Yates         | Orica-GreenEDGE  | +4'46"    |
| 5   | Richie Porte       | BMC Racing Team  | +5'17"    |
| 6   | Fabio Aru          | Astana           | +6'00"    |
| 7   | Alejandro Valverde | Movistar Team    | +6'20"    |
| 8   | Louis Meintjes     | Lampre-Merida    | +7'02"    |
| 9   | Daniel Martin      | Etixx-Quick Step | +7'10"    |
| 10  | Bauke Mollema      | Trek-Segafredo   | +7'42"    |

### Etapa a 20-a
23 iulie - Megève -  Morzine-Avoriaz - 146,5 km 
| Loc | Concurent          | Echipă           | Timp     |
| --- | ------------------ | ---------------- | -------- |
| 1   | Jon Izagirre       | Movistar Team    | 4h06'45" |
| 2   | Jarlinson Pantano  | IAM Cycling      | +19"     |
| 3   | Vincenzo Nibali    | Astana           | +42"     |
| 4   | Julian Alaphilippe | Etixx-Quick Step | +49"     |
| 5   | Rui Costa          | Lampre-Merida    | +1'43"   |
| 6   | Roman Kreuziger    | Tinkoff          | +1'44"   |
| 7   | Wilco Kelderman    | LottoNL–Jumbo    | +2'30"   |
| 8   | Joaquim Rodríguez  | Team Katusha     | +3'24"   |
| 9   | Daniel Martin      | Etixx-Quick Step | +4'12"   |
| 10  | Romain Bardet      | Ag2r-La Mondiale | +4'12"   |

| Loc | Concurent          | Echipă           | Timp      |
| --- | ------------------ | ---------------- | --------- |
| 1   | Chris Froome       | Team Sky         | 86h21'40" |
| 2   | Romain Bardet      | Ag2r-La Mondiale | +4'05"    |
| 3   | Nairo Quintana     | Movistar Team    | +4'21"    |
| 4   | Adam Yates         | Orica-GreenEDGE  | +4'42"    |
| 5   | Richie Porte       | BMC Racing Team  | +5'17"    |
| 6   | Alejandro Valverde | Movistar Team    | +6'16"    |
| 7   | Joaquim Rodríguez  | Team Katusha     | +6'58"    |
| 8   | Louis Meintjes     | Lampre-Merida    | +6'58"    |
| 9   | Daniel Martin      | Etixx-Quick Step | +7'04"    |
| 10  | Roman Kreuziger    | Tinkoff          | +7'11"    |

## Legături externe
- fr  Site-ul oficial al competiției[nefuncțională]
- Turul Franței 2016 – ProCyclingStats